# Alija del Infantado
Alija del Infantado è un comune spagnolo di 980 abitanti situato nella comunità autonoma di Castiglia e León.